# Prospero Fontana
Prospero Fontana (født 1512 i Bologna, død 1597 i Rom) var en italiensk maler under senrenæssancen. Han var far til Lavinia Fontana og lærer for Ludovico og Agostino Carracci.

## Biografi
Fontana blev født i Bologna og studerede hos Innocenzo da Imola. Senere arbejdede han for Giorgio Vasari og Perin del Vaga. Han betragtes som en tidlig repræsentant for Bolognaskolen. Lorenzo Sabbatini, Orazio Sammachini og Bartolomeo Passerotti var tre af hans vigtigste kolleger.
Hans datter Lavinia Fontana var også en prominent maler, som var mest kendt for at male konventionelle malerier med et religiøst motiv.
Omkring 1550 introducerede Michelangelo ham for pave Julius 3. som portrætmaler, og han tjenestegjorde herefter ved pavens hof.
Efter at have arbejdet i Fontainebleau og i Genova, vendte han tilbage til Bologna og grundlagde en kunstskole, hvor han en kort periode var lærer for Ludovico og Agostino Carracci og i hvilken by han efterlod sig en stor mængde arbejder. Hans altertavle med motivet Kongernes tilbedelse i kirken S. Maria delle Grazie, anses for at være hans største mesterværk, der i sin udformning minder om den stil man kan finde hos Paolo Veronese.